# Wereldbeker bobsleeën 2016/2017
De wereldbeker bobsleeën in het seizoen 2016/2017 (officieel: BMW IBSF World Cup Bob & Skeleton 2016/2017) liep van 2 december 2016 tot en met 19 maart 2017. De competitie werd georganiseerd door de IBSF, gelijktijdig met de wereldbeker skeleton.
De competitie omvatte dit seizoen acht wedstrijden in de drie traditionele onderdelen van het bobsleeën. Bij de mannen de twee- en viermansbob en bij de vrouwen de tweemansbob. De vierde wereldbekerwedstrijd in Winterberg gold voor de Europese deelnemers tevens als het Europees kampioenschap.
De titels gingen dit seizoen naar de piloten Francesco Friedrich (Duitsland, tweemansbob) en Aleksandr Kasjanov (Rusland, viermansbob) bij de mannen en Jamie Greubel Poser (Verenigde Staten, tweemansbob) bij de vrouwen.

## Wereldbeker punten
De eerste 30 in het dagklassement krijgen punten voor het wereldbekerklassement toegekend. De top 20 na de eerste run gaan verder naar de tweede run, de overige deelnemers krijgen hun punten toegekend op basis van hun klassering na de eerste run. De onderstaande tabel geeft de punten per plaats weer.
| Klassering = punten                          | Klassering = punten                           | Klassering = punten                               | Klassering = punten                          | Klassering = punten                          | Klassering = punten                          |
| -------------------------------------------- | --------------------------------------------- | ------------------------------------------------- | -------------------------------------------- | -------------------------------------------- | -------------------------------------------- |
| 1e = 225 2e = 210 3e = 200 4e = 192 5e = 184 | 6e = 176 7e = 168 8e = 160 9e = 152 10e = 144 | 11e = 136 12e = 128 13e = 120 14e = 112 15e = 104 | 16e = 96 17e = 88 18e = 80 19e = 74 20e = 68 | 21e = 62 22e = 56 23e = 50 24e = 45 25e = 40 | 26e = 36 27e = 32 28e = 28 29e = 24 30e = 20 |

## Tweemansbob (m)

### Uitslagen
| Datum      | Plaats       | Eerste                                          | Tweede                                         | Derde                                        |
| ---------- | ------------ | ----------------------------------------------- | ---------------------------------------------- | -------------------------------------------- |
| 02/12/2016 | Whistler     | Duitsland Francesco Friedrich Thorsten Margis   | Zwitserland Rico Peter Thomas Amrhein          | Zuid-Korea Won Yun-jong Seo Young-woo        |
| 16/12/2016 | Lake Placid  | Verenigde Staten Steven Holcomb Samuel McGuffie | Canada Justin Kripps Jesse Lumsden             | Canada Chris Spring Lascelles Brown          |
| 07/01/2017 | Altenberg    | Duitsland Francesco Friedrich Martin Grothkopp  | Rusland Aleksandr Kasjanov Aleksej Poesjkarev  | Letland Oskars Ķibermanis Matīss Miknis      |
| 14/01/2017 | Winterberg   | Duitsland Francesco Friedrich Thorsten Margis   | Duitsland Johannes Lochner Joshua Bluhm        | Letland Oskars Ķibermanis Matīss Miknis      |
| 21/01/2017 | Sankt Moritz | Duitsland Johannes Lochner Christian Rasp       | Duitsland Francesco Friedrich Martin Grothkopp | Verenigde Staten Steven Holcomb Carlo Valdes |
| 28/01/2017 | Königssee    | Duitsland Johannes Lochner Joshua Bluhm         | Duitsland Francesco Friedrich Thorsten Margis  |                                              |
| 28/01/2017 | Königssee    | Duitsland Johannes Lochner Joshua Bluhm         | Verenigde Staten Steven Holcomb Carlo Valdes   |                                              |
| 04/02/2017 | Igls         | Duitsland Francesco Friedrich Thorsten Margis   | Letland Oskars Melbārdis Jānis Strenga         | Oostenrijk Benjamin Maier Thomas Sammer      |
| 16/03/2017 | Pyeongchang  | Duitsland Francesco Friedrich Thorsten Margis   | Letland Oskars Ķibermanis Matīss Miknis        | Duitsland Johannes Lochner Joshua Bluhm      |

### Eindstand
| #  | Piloot              | Land | Punten |
| -- | ------------------- | ---- | ------ |
| 1  | Francesco Friedrich | GER  | 1545   |
| 2  | Steven Holcomb      | USA  | 1331   |
| 3  | Won Yun-jong        | KOR  | 1312   |
| 4  | Johannes Lochner    | GER  | 1284   |
| 5  | Aleksandr Kasjanov  | RUS  | 1266   |
| 6  | Aleksej Stoelnev    | RUS  | 1208   |
| 7  | Benjamin Maier      | AUT  | 1152   |
| 8  | Oskars Ķibermanis   | LAT  | 1138   |
| 9  | Justin Kripps       | CAN  | 1136   |
| 10 | Rico Peter          | SUI  | 1070   |

## Viermansbob (m)

### Uitslagen
| Datum      | Plaats       | Eerste                                                                           | Tweede                                                                        | Derde                                                                          |
| ---------- | ------------ | -------------------------------------------------------------------------------- | ----------------------------------------------------------------------------- | ------------------------------------------------------------------------------ |
| 03/12/2016 | Whistler     | Rusland Aleksandr Kasjanov Aleksej Zajtsev Aleksej Poesjkarev Maksim Beloegin    | Zwitserland Rico Peter Bror van der Zijde Simon Friedli Thomas Amrhein        | Duitsland Johannes Lochner Matthias Kagerhuber Sebastian Mrowka Christian Rasp |
| 17/12/2016 | Lake Placid  | Zwitserland Rico Peter Bror van der Zijde Simon Friedli Thomas Amrhein           | Verenigde Staten Steven Holcomb Carlo Valdes James Reed Samuel McGuffie       | Canada Chris Spring Cameron Stones Lascelles Brown Samuel Giguere              |
| 08/01/2017 | Altenberg    | Duitsland Johannes Lochner Sebastian Mrowka Joshua Bluhm Christian Rasp          | Rusland Aleksandr Kasjanov Aleksej Zajtsev Aleksej Poesjkarev Maksim Beloegin | Duitsland Francesco Friedrich Candy Bauer Martin Grothkopp Thorsten Margis     |
| 15/01/2017 | Winterberg   | Duitsland Johannes Lochner Sebastian Mrowka Joshua Bluhm Christian Rasp          | Duitsland Nico Walther Kevin Kuske Kevin Korona Eric Franke                   | Oostenrijk Benjamin Maier Stefan Lausegger Markus Sammer Dănuț Moldovan        |
| 22/01/2017 | Sankt Moritz | Letland Oskars Ķibermanis Janis Jansons Matīss Miknis Raivis Zrups               | Letland Oskars Melbārdis Daumants Dreiškens Arvis Vilkaste Jānis Strenga      | Duitsland Francesco Friedrich Candy Bauer Martin Grothkopp Thorsten Margis     |
| 29/01/2017 | Königssee    | Duitsland Johannes Lochner Sebastian Mrowka Joshua Bluhm Christian Rasp          | Duitsland Nico Walther Kevin Kuske Kevin Korona Eric Franke                   | Rusland Aleksej Stoelnev Ilvir Choezin Maksim Beloegin Roman Kosjelev          |
| 05/02/2017 | Igls         | Letland Oskars Melbārdis Daumants Dreiškens Arvis Vilkaste Jānis Strenga         | Zwitserland Rico Peter Simon Friedli Alex Baumann Thomas Amrhein              | Verenigde Staten Steven Holcomb Carlo Valdes James Reed Samuel McGuffie        |
| 17/03/2017 | Pyeongchang  | Rusland Aleksandr Kasjanov Aleksej Zajtsev Aleksej Poesjkarev Vasili Kondratenko | Zwitserland Rico Peter Bror van der Zijde Alex Baumann Thomas Amrhein         | Letland Oskars Ķibermanis Jānis Jansons Matīss Miknis Raivis Zīrups            |

### Eindstand
| #  | Piloot              | Land | Punten |
| -- | ------------------- | ---- | ------ |
| 1  | Aleksandr Kasjanov  | RUS  | 1500   |
| 2  | Rico Peter          | SUI  | 1471   |
| 3  | Steven Holcomb      | USA  | 1362   |
| 4  | Aleksej Stoelnev    | RUS  | 1282   |
| 5  | Nico Walther        | GER  | 1268   |
| 6  | Johannes Lochner    | GER  | 1243   |
| 7  | Francesco Friedrich | GER  | 1224   |
| 8  | Benjamin Maier      | AUT  | 1152   |
| 9  | Maksim Andrianov    | RUS  | 1136   |
| 10 | Justin Kripps       | CAN  | 1112   |

## Tweemansbob (v)

### Uitslagen
| Datum      | Plaats       | Eerste                                             | Tweede                                            | Derde                                             |
| ---------- | ------------ | -------------------------------------------------- | ------------------------------------------------- | ------------------------------------------------- |
| 02/12/2016 | Whistler     | Canada Kaillie Humphries Cynthia Appiah            | Oostenrijk Christina Hengster Sanne Dekker        | Verenigde Staten Jamie Greubel-Poser Lauren Gibbs |
| 16/12/2016 | Lake Placid  | Verenigde Staten Jamie Greubel-Poser Lauren Gibbs  | Verenigde Staten Elana Meyers Taylor Lolo Jones   | Canada Kaillie Humphries Cynthia Appiah           |
| 07/01/2017 | Altenberg    | Canada Kaillie Humphries Melissa Lotholz           | Verenigde Staten Elana Meyers Taylor Kehri Jones  | Oostenrijk Christina Hengster Sanne Dekker        |
| 14/01/2017 | Winterberg   | Verenigde Staten Elana Meyers Taylor Kehri Jones   | Duitsland Mariama Jamanka Annika Drazek           | Verenigde Staten Jamie Greubel-Poser Lauren Gibbs |
| 21/01/2017 | Sankt Moritz | Verenigde Staten Elana Meyers Taylor Briauna Jones | Canada Kaillie Humphries Melissa Lotholz          | Verenigde Staten Jamie Greubel-Poser Lauren Gibbs |
| 28/01/2017 | Königssee    | Verenigde Staten Elana Meyers Taylor Kehri Jones   | Verenigde Staten Jamie Greubel-Poser Lauren Gibbs | Duitsland Mariama Jamanka Annika Drazek           |
| 04/02/2017 | Igls         | Verenigde Staten Elana Meyers Taylor Lolo Jones    | Canada Kaillie Humphries Melissa Lotholz          | Verenigde Staten Jamie Greubel-Poser Aja Evans    |
| 16/03/2017 | Pyeongchang  | Verenigde Staten Jamie Greubel-Poser Aja Evans     | Verenigde Staten Elana Meyers Taylor Lolo Jones   | Canada Alysia Rissling Cynthia Appiah             |

### Eindstand
| #  | Pilote               | Land | Punten |
| -- | -------------------- | ---- | ------ |
| 1  | Jamie Greubel Poser  | USA  | 1644   |
| 2  | Kaillie Humphries    | CAN  | 1630   |
| 3  | Elana Meyers Taylor  | USA  | 1530   |
| 4  | Christina Hengster   | AUT  | 1394   |
| 5  | Nadezjda Sergejeva   | RUS  | 1360   |
| 6  | Aleksandra Rodionova | RUS  | 1280   |
| 7  | Mariama Jamanka      | GER  | 1258   |
| 8  | Alysia Rissling      | CAN  | 1016   |
| 9  | Brittany Reinbolt    | USA  | 1008   |
| 10 | Elfje Willemsen      | BEL  | 888    |

1983/1984 · 
1984/1985 · 
1985/1986 · 
1986/1987 · 
1987/1988 · 
1988/1989 · 
1989/1990 · 
1990/1991 · 
1991/1992 · 
1992/1993 · 
1993/1994 · 
1994/1995 · 
1995/1996 · 
1996/1997 · 
1997/1998 · 
1998/1999 · 
1999/2000 · 
2000/2001 · 
2001/2002 · 
2002/2003 · 
2003/2004 · 
2004/2005 · 
2005/2006 · 
2006/2007 · 
2007/2008 · 
2008/2009 ·
2009/2010 ·
2010/2011 ·
2011/2012 ·
2012/2013 ·
2013/2014 ·
2014/2015 ·
2015/2016 ·
2016/2017 ·
2017/2018 ·
2018/2019 ·
2019/2020 ·
2020/2021 ·
2021/2022 ·
2022/2023 ·
2023/2024 ·
2024/2025
Alpineskiën ·
Biatlon ·
Bobsleeën ·
Freestyleskiën ·
Langlaufen ·
Noordse combinatie ·
Rodelen ·
Schaatsen (junioren) ·
Schansspringen ·
Shorttrack ·
Skeleton ·
Snowboarden